# 포곡상여놀이
포곡상여놀이는 대한민국 경기도 용인시 포곡읍 유운·신원리에 집성촌을 형성한 용인 이씨 장례문화를 재현한 것이다. 2019년 1월 21일 용인시의 향토문화재(향토민속) 제3호로 지정되었다.

## 개요
포곡상여놀이는 포곡읍 유운·신원리에 집성촌을 형성한 용인 이씨 장례문화를 재현한 것으로, 마을에서 상을 당하면 출상 전날 빈 상여를 들고 마을을 돌며 유족을 달래고 상여꾼의 협동심을 키웠다. 특히 포곡상여놀이는 출상에서부터 우물지나기, 앉은걸음걷기, 징검다리건너기, 외나무다리 건너기 등 장지로 향하는 과정, 장지에서 하관 후 봉분을 만드는 회다지 과정을 짜임새 있게 보여준다.
포곡상여놀이는 70년대까지는 널리 행해졌으나 80년대 이후 장례 문화가 간소화되며 사라졌던 것을 지난 2006년 주민들과 사회단체가 함께 원형을 복원한 것이다. 보유단체는 포곡민속보존회로 포은문화제에서 천장행렬 재현을 전담하며, 경기도 민속예술제에 출전하는 등 전승에 각별한 노력을 기울이고 있다. 